# NA-2520
La  NA-2520  es una carretera local perteneciente a la Red de Carreteras de Navarra que se inicia en PK 0,17 de NA-8104 y termina en PK 4,35 de NA-138. Tiene una longitud de 13,3 kilómetros.